# Заберезник (Кирово-Чепецкий район)
 Заберезник  — опустевшая деревня в Кирово-Чепецком районе Кировской области в составе Поломского сельского поселения.

## География
Расположена на расстоянии примерно 13 км на юг по прямой от центра поселения села Полом.

## История
Была известна с 1678 года как заимочка у речки Просницы.   В 1873 здесь (починок  У речки Просницы или Заберезницкая) дворов 13 и жителей 91, в 1905 (уже деревня Заберезник) 17 и 60, в 1926 23 и 118, в 1950 22 и 67, в 1989 уже не было постоянных жителей.

## Население
Постоянное население не было учтено как в 2002 году, так и в 2010.